# تنگ قلعه
تنگ قلعه، روستایی از توابع بخش مرکزی شهرستان کوهدشت در استان لرستان ایران است.
```
در این روستا نبود مدرسه، مسجدو خانه بهداشت کاملآ مشهود است.نکته قابل توجه اینکه تا سال ۹۸فاقد قبرستان بود.همچنین میتوان به این موضوع اشاره کرد که اصالت مادر دانشمند ایرانی دانشگاه جورج واشنگتن آمریکا آقای پروفسور کوروش براتی از این روستا هست.
```

## جمعیت
این روستا در دهستان کوه دشت جنوبی قرار دارد و براساس سرشماری مرکز آمار ایران در سال ۱۳۸۵، جمعیت آن ۷۰ نفر (۱۱خانوار) بوده‌است.